# Acoris (Egipto)
Para el Faraón del mismo nombre, véase Acoris
Acoris es el nombre griego de una ciudad del Antiguo Egipto, en la orilla oriental del Nilo, cerca de la aldea actual de Tihna el-Jebel (طهناالجبل), unos diez kilómetros al norte de El-Minya. Su nombre egipcio era Dehenet, también recibió los nombres de Mer-nefer y Per-Imen-mat-chent. Era una importante ciudad durante el Imperio Antiguo con una gran necrópolis. En los periodos helenístico y romano fue llamada Acoris.
Nombre egipcio: Dehenet. Nombre griego: Acoris. Nombre árabe: cerca de Tihna el-Jebel.
|  |

## Situación
- Latitud: 28° 11' N
- Longitud: 30° 47' E

## Historia
La ciudad era conocida como Dehenet hasta la llegada de los macedonios. La construcción más antigua que nos ha llegado es el templo de Hathor, construido en el Imperio Antiguo. Otro templo, erigido durante los reinados de Ramsés II y de Merenptah tiene cuatro compartimientos excavados en la roca y, originalmente, un pórtico con cuatro columnas flanqueando la entrada. El templo está en ruinas, pero quedan restos de columnas en el interior y dos de la entrada están todavía en pie. En tiempos de Nerón se agregó una rampa. 
La ciudad fue ampliada durante las épocas griega y romana, recibiendo el nombre griego de Acoris. Quedan restos de construcciones levantadas con ladrillos de adobe, así como inscripciones romanas y coptas.   
Dos pequeños templos romanos tienen solamente una sala con un lugar para la imagen del dios, y está construidos sobre la roca, dominando la ciudad.
La necrópolis greco-romana está compuesta por tumbas hechas en la roca, excavadas en la ladera por encima de los templos antiguos. Tienen un estilo mezcla del egipcio y el griego, y sus fachadas están decoradas con alusiones a sus dueños. Se han encontrado varios objetos funerarios fechados en los últimos años del periodo romano. También hay evidencias de que una de las tumbas fue utilizada como capilla cristiana, con una cruz tallada en la pared posterior.   

## Restos arqueológicos
El lugar dispone de importantes restos arqueológicos, que están dispersos unos tres kilómetros a lo largo del desierto: 
- numerosas tumbas de las dinastías IV y V,
- restos del templo de Hathor, ampliado en época de Ramsés II,
- restos del templo de Amón y Sobek,
- la necrópolis de los periodos griego y romano.

Actualmente, varios arqueólogos están estudiando el lugar, ya que es una zona de gran interés en donde se encuentran restos que pertenecen a varios periodos del Antiguo Egipto; allí está las llamadas tumbas de Fraser, excavadas en la roca, unos dos kilómetros al sur de Acoris, datadas en tiempos de la cuarta y quinta dinastía. Los dueños de las tumbas eran escribas; durante la V dinastía se enterraron también sacerdotes de Hathor.
Estas tumbas fueron descubiertas en 1853 por el egiptólogo alemán Heinrich Brugsch, y descritas por primera vez por un ingeniero británico, George W. Fraser. Cuatro de las quince tumbas contienen estatuas y jeroglíficos. La más importante es la segunda, construida para Nekaanj o Ni-anj-kay, sacerdote de Hathor durante el reinado de Userkaf, primer faraón de la dinastía V, que tiene la forma de mastaba. La decoración consiste en imágenes de su familia y su testamento. Otros hallazgos estudiados son varios pequeños templos que pertenecen al periodo antiguo de Egipto y la necrópolis del periodo greco-romano.